# Luna Mansour
Luna Mansour (en arabe : لونا منصور ; née le 7 avril 1992), est une actrice et mannequin arabo-israélienne.

## Biographie
Luna Mansour est née à Acre dans une famille arabo- musulmane, et elle se définit également comme palestinienne. Son père est Ibrahim Mansour, un ancien joueur de football et entraîneur de la Premier League palestinienne, et sa mère est assistante médicale et ancienne mannequin. Elle a deux sœurs aînées et un frère cadet.
Elle est diplômée d'un baccalauréat en littérature arabe et en littérature anglaise de l'Université de Tel-Aviv.

## Carrière
Luna Mansour est connue pour son rôle dans la série « Fauda »,.
Elle commence le mannequinat après le lycée, et remporte le titre de première dauphine de la reine de beauté du secteur arabe en 2011. Après le départ à la retraite de la reine de beauté, Luna Mansour est couronnée à sa place. En 2013, Luna Mansour participé à la Semaine de la mode palestinienne à Ramallah, en tant que mannequin de piste.
En 2017, elle joue un rôle mineur dans le film américain Love on the Road.
Depuis 2018, elle joue dans la série israélo-arabe Dr. Karaj sur la chaîne Makhan.
En 2018, la série Panai Plus propulse Luna Mansour dans le monde du divertissement.
En 2019, elle joue dans le film « Light Train » du réalisateur Amos Gitai, avec Lamis Amar en vedette,.
De plus, en 2019, elle participe à l'émission de télé-réalité « VIP Survival Season 2 » diffusée sur Network 13, elle est la 11e évincée et la quatrième jurée.
En 2020, elle incarne Soha Abd Ramzi dans la série de sitcom « Kupa Rasht » de Khan 11.
Depuis 2021, elle interprète Aïcha dans la série La Belle de Jérusalem.
En 2023, elle incarne Saja, l'amie d'Iman, l'une des héroïnes de la série Madrasah.
Luna Mansour est également une humoriste sur les réseaux sociaux comme Instagram.

## Vie privée
Luna Mansour vit à Ramat Aviv, Tel-Aviv. Elle parle arabe, hébreu, anglais et espagnol.
Elle est mariée au colombien, Daniel Sierra.
Lorsque Mansur est interrogée sur son identité nationale, elle affirme que "Aujourd'hui, je rends hommage à Israël et à la Palestine et je suis fière de qui je suis". Interrogé sur la loi sur la nationalité, Luna Mansour déclaré : « J'ai entendu quelque chose à propos de l'abolition de l'arabe en tant que langue officielle, ce qui est ridicule. Israël se déclare une démocratie mais jette l'arabe ? Qu'on le veuille ou non, l'arabe existe ici.